# Francisco José Hernando Santiago
Francisco José Hernando Santiago (Madrid, 4 de juny de 1936 - Madrid, 29 de novembre de 2013) fou un jurista espanyol, magistrat del Tribunal Constitucional des de 2011, que ocupà la presidència del Tribunal Suprem i del Consell General del Poder Judicial entre els anys 2001 i 2008.